# Hawthorne (Nova Jérsei)
Hawthorne é um distrito localizado no estado americano de Nova Jérsei, no Condado de Passaic.

## Demografia
Segundo o censo americano de 2000, a sua população era de 18.218 habitantes.
Em 2006, foi estimada uma população de 18.166, um decréscimo de 52 (-0.3%).

## Geografia
De acordo com o United States Census Bureau tem uma área de
8,9 km², dos quais 8,8 km² cobertos por terra e 0,1 km² cobertos por água.

## Localidades na vizinhança
O diagrama seguinte representa as localidades num raio de 4 km ao redor de Hawthorne.